# Ureilit
Ureilit je vrsta meteorita iz skupine ahondritov.

Ureiliti so izredno redka vrsta meteoritov. Ime imajo po meteoritu Novo Urei, ki je padel leta 1886 v bližini vasi Novo Urei v Rusiji. Takrat je na tla padlo večje število meteoritov. Enega med njimi je pobral neki kmet in ga pojedel. Ni pa znano, zakaj je to naredil. 
Ureiliti vsebujejo olivine in piroksen. Vmesni prostori so zapolnjeni z grafitom (včasih tudi z drobnimi diamanti) in sulfidi.
Ureilite delimo v dve skupini:
- monomiktični ureiliti (glavna skupina), ki jih sestavlja samo en tip kamnine (enostavna litologija).
- polimiktični ureiliti, ki so zgrajeni iz več tipov kamnin. Kaže na bolj dinamično življenje starševskega telesa (trki in taljenje različnih delov)

Nastanek ureilitov ni popolnoma jasen. Njihova izotopska sestava kaže na to, da so nastali ob delnem taljenju in tako predstavljajo preproste ahondrite, ki so nastali na različnih starševskih telesih .
Doslej še ni znano kateri asteroid bi lahko bil starševsko telo za ureilite.
Zanimivo je, da ureiliti kažejo tudi magnetne lastnosti